# Draupnir (groupe)
Pour les articles homonymes, voir Draupnir (homonymie).
Draupnir est un groupe de black metal symphonique français, originaire de Paris, en Île-de-France.

## Biographie
Draupnir est formé 2005 par Sinis. Celui-ci est rapidement rejoint par Réès (guitare), Sade (basse, chant) également bassiste de Emorage, et enfin Vargath (seconde guitare). Après la composition d’un album par Sinis, le groupe se met d’accord pour enregistrer celui-ci afin de pouvoir démarcher et se faire reconnaître aux yeux du public. Le groupe donne entre-temps un concert très grandement apprécié du public en 1re partie de Undercover Slut à la Scène Bastille.
À la rentrée 2006, le premier album su groupe, Black and Vicious, est annoncé en cours de finalisation, et sa date de sortie est prévue pour le 27 janvier 2007. Une série de concerts est en prévision aussi bien en tête d’affiche qu'en 1re parties de groupes très réputés dans le milieu du black metal. Le groupe a l'intention de s’affirmer sur scène en donnant des shows les plus percutants possible en matière de visuel, et n’hésite pas à se servir d’armes tels des provocations pour parvenir à faire passer ses messages et attirer vers lui un maximum de public. Black and Vicious est auto-produit et publié en janvier 2007,.

## Style musical
Le groupe, en particulier le batteur Sinis, se veut reconnaissant des qualités de la musique classique, celui-ci s’en sert donc de référence pour établir les schémas harmoniques de ses morceaux, en liant à tout cela la puissance et l’obscurité du black metal. Les influences s’étendent de groupes comme Immortal et Satyricon ou Darkthrone, à des groupes beaucoup plus mélodiques tels que Anorexia Nervosa, Dimmu Borgir, Emperor, Opeth ou Moi Dix Mois. En ce qui concerne les influences classiques, il s’agit de Bach, Chopin, Saint-Saëns, Prokofiev, Albinoni, Pachelbel, Britten, ou encore Rachmaninov.
Les textes se veulent représentatifs d’un monde peuplé par l’homme dont la seule et vraie nature est principalement animée de vices, de pulsions refoulées, et de perversion. Ils se veulent également démonstratifs de la soumoussion a laquelle peuvent être sujet les hommes vis-à-vis des croyances et des religions, et notamment lorsque cela donne lieu a des modes de vie et des comportements contraires à tout instinct naturel (puritanisme, sectes, extrémisme religieux…).

## Membres

### Membres actuels
- Vargath – guitare (2005-2007), chant, programmation, composition (depuis 2009)[1]
- Obskur – guitare, programmation, composition (depuis 2009)[1]

### Anciens membres
- Sinis – batterie (2005-2007)[1]
- Rees – guitare (2005-2007)[1]
- Sade – chant, basse (2005-2007)[1]

## Discographie
- 2007 : Black and Vicious